# Калугерово (Хасковская область)
Калугерово (болг. Калугерово) — село в Болгарии. Находится в Хасковской области, входит в общину Симеоновград. Население составляет 330 человек.

## Политическая ситуация
В местном кметстве Калугерово, в состав которого входит Калугерово, должность кмета (старосты) исполняет Недялка Тонева Симеонова (Болгарская социалистическая партия (БСП)) по результатам выборов правления кметства.
Кмет (мэр) общины Симеоновград — Милена Георгиева Рангелова (Демократы за сильную Болгарию (ДСБ)) по результатам выборов в правление общины.